# Liste der Bodendenkmale in Sprakensehl
In der Liste der Bodendenkmale in Sprakensehl sind alle Bodendenkmale der niedersächsischen Gemeinde Sprakensehl aufgelistet. Die Quelle ist der Denkmalatlas Niedersachsen. Der Stand der Liste ist der 18. Juni 2024.

## Allgemein
In den Spalten finden sich folgende Informationen des Bodendenkmales :
- Lage        : geographische Koordinaten
- Bezeichnung : Bezeichnung lt. Denkmalatlas
- Beschreibung: Beschreibung lt. Denkmalatlas
- ID          : Objekt-ID
- Bild        : Bild, ggf. zusätzlich mit Link zu weiteren Fotos im Medienarchiv Wikimedia Commons.

## Bokel
| Lage                         | Bezeichnung        | Beschreibung | ID       | Bild |
| ---------------------------- | ------------------ | --- | -------- | ---- |
| 52° 47′ 38″ N, 10° 33′ 43″ O | Bokel 5, Grabhügel | Gleichmäßig gewölbt, Kuppe durch eine Störung abgeflacht. Dm. 22 m bis 24 m; H. bis 1,5 m. Eine trichterförmige Störung wurde im Jahr 1961 oder 1964 im Zentrum der Kuppe vorgefunden; vermutlich während eines Bundeswehr-Manövers entstanden. Auf dem Hügel großer Findling. | 28943543 | BW   |